# Indie Club
Indie Club es un periódico cultural en línea fundado en 2018, establecido en Buenos Aires, Argentina. Está principalmente dedicado a la difusión del arte indie argentino, desde la crítica y comentarios de música, noticias musicales y entrevistas a artistas, hasta otros productos culturales como el cine y la televisión.

## Historia
El medio tiene su creación en 2018 con el objetivo de dar a conocer la creciente escena independiente, con nombres como Usted Señalemelo, Bandalos Chinos, Mi Amigo Invencible y muchos más. Al terminar el 2019, Indie Club realizó una curaduría de los veinte mejores discos de la década 2010-2019, años donde el indie tuvo un boom de popularidad, marcado por bandas como Él Mató a un Policía Motorizado, Las Ligas Menores y Tobogán Andaluz.
En el 2020, Indie Club empieza a cubrir cortos y películas independientes argentinas, destacados de la página Cine.ar, o largometrajes como La muerte no existe y el amor tampoco o Flora no es un canto a la vida
Durante el verano del 2020, el medio realiza su primer festival: Indie Club verano con el apoyo del Gobierno de la Ciudad de Buenos Aires, el fin de semana del 20 y 21 de febrero, que contó con 8 artistas nacionales: Anyi, Eve Calletti, El Zeco y Trílicos en la primera jornada, y Media Hermana, Tigre Ulli, Erich Larsson y Pasaje Osaka (en reemplazo de Pulover) para la segunda jornada.
El 6 de marzo del 2020, el ciclo tuvo su segunda edición, la cual contó con Melanie Williams & el Cabloide como headliner, y también tuvo a Impulso, Costas, Tarsitano y Sueño Azul.
El 24 de junio del 2020, Indie Club fue invitado a una charla dirigida por la agente de prensa Érica Santos en donde participaron Yanet Ingravallo (Indie Club), Matías Messoulam (Futurock), Gonzalo Arroyo (Sísmico TV y MDZ) y Luis Paz (Página 12).